# 松本車両センター
松本車両センター（まつもとしゃりょうセンター）は、長野県松本市にある東日本旅客鉄道（JR東日本）首都圏本部の車両基地である。松本駅に隣接している。

## 歴史

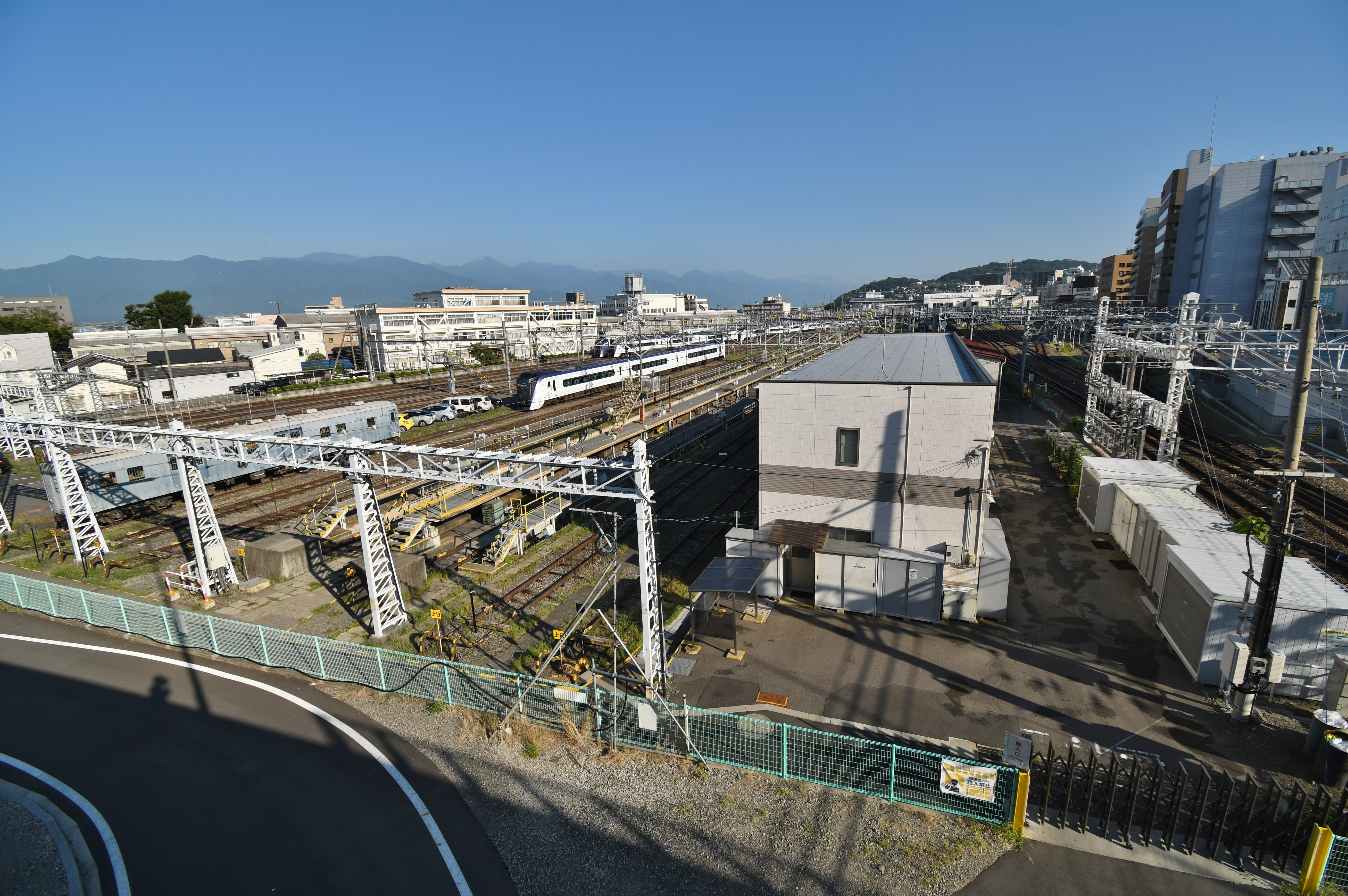
松本車両センター俯瞰（右端に篠ノ井線、右奥に松本駅）

- 1965年（昭和40年）4月1日 - 松本運転所として開設。
- 2000年（平成12年）
  - 12月1日 - 篠ノ井線・大糸線用の115系を長野総合車両所へ移管し、豊田電車区から中央東線用の115系（スカ色、3両・6両編成）84両が転入。
  - 12月2日 - 小山電車区から115系（C編成）の転入開始。
- 2002年（平成14年）3月23日 - 松本運転所のうち乗務員部門を松本運輸区として分離し、車両検修部門が松本電車区となる[3]。
- 2004年（平成16年）4月1日 - 松本電車区から松本車両センターに改称[4]。
- 2007年（平成19年）3月18日 - 115系（C編成）84両が長野総合車両センターへ転属。これにより115系の配置が消滅。
- 2022年（令和4年）10月1日 - 長野支社から首都圏本部の管轄に移行したことにより略号が「長モト」から「都モト」に改称。

## 配置車両に記される略号
「長モト」- …長野支社（現在は首都圏本部）の管轄であることを表す「長」と松本の電報略号を表す「モト」を合わせて、長モトと表記される（「都モト」は使用されていない）。
また、交番検査、車輪研削は当センターで行い、全般検査や機器更新などは長野総合車両センターまで回送され行われる。

## 配置車両
2023年4月1日現在の配置車両は以下の通り。電車のみの配置である。
| 電車  | 気動車 | 機関車 | 客車 | 貨車 | 合計  |
| ----- | ------ | ------ | ---- | ---- | ----- |
| 237両 | 0両    | 0両    | 0両  | 0両  | 237両 |

E353系電車（213両）
- 特急「あずさ」「かいじ」用の車両。

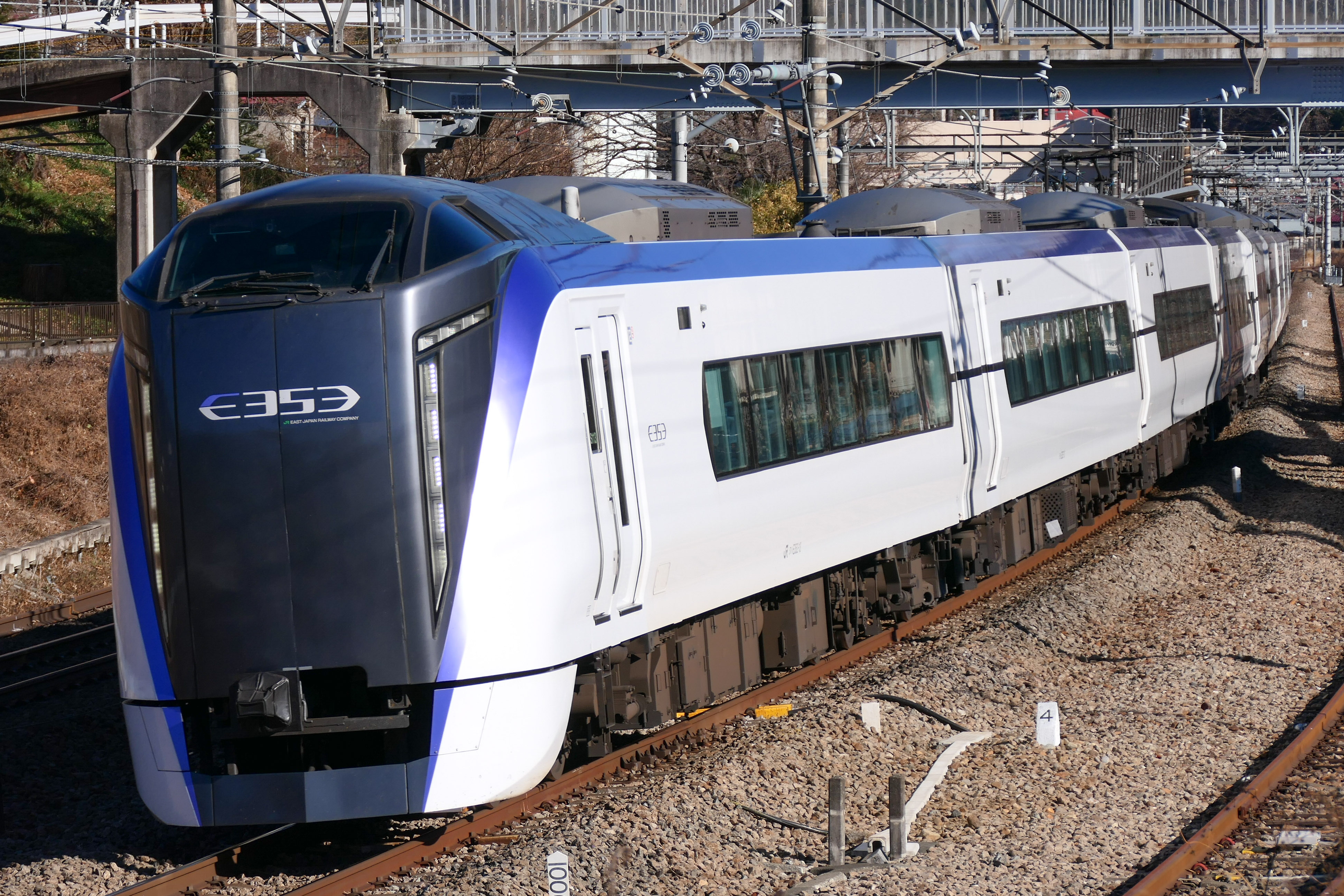
E353系

- 9両基本編成（S101 - S120編成）20本、3両付属編成（S201 - S211編成）11本が配置されている。
- 2017年12月23日にデビュー、2019年3月16日ダイヤ改正で中央本線系統の特急をE353系で統一。
- このほか富士急行線直通の「富士回遊」、平日特急「はちおうじ・おうめ」・「信州」にも充当される。

E127系電車（24両）

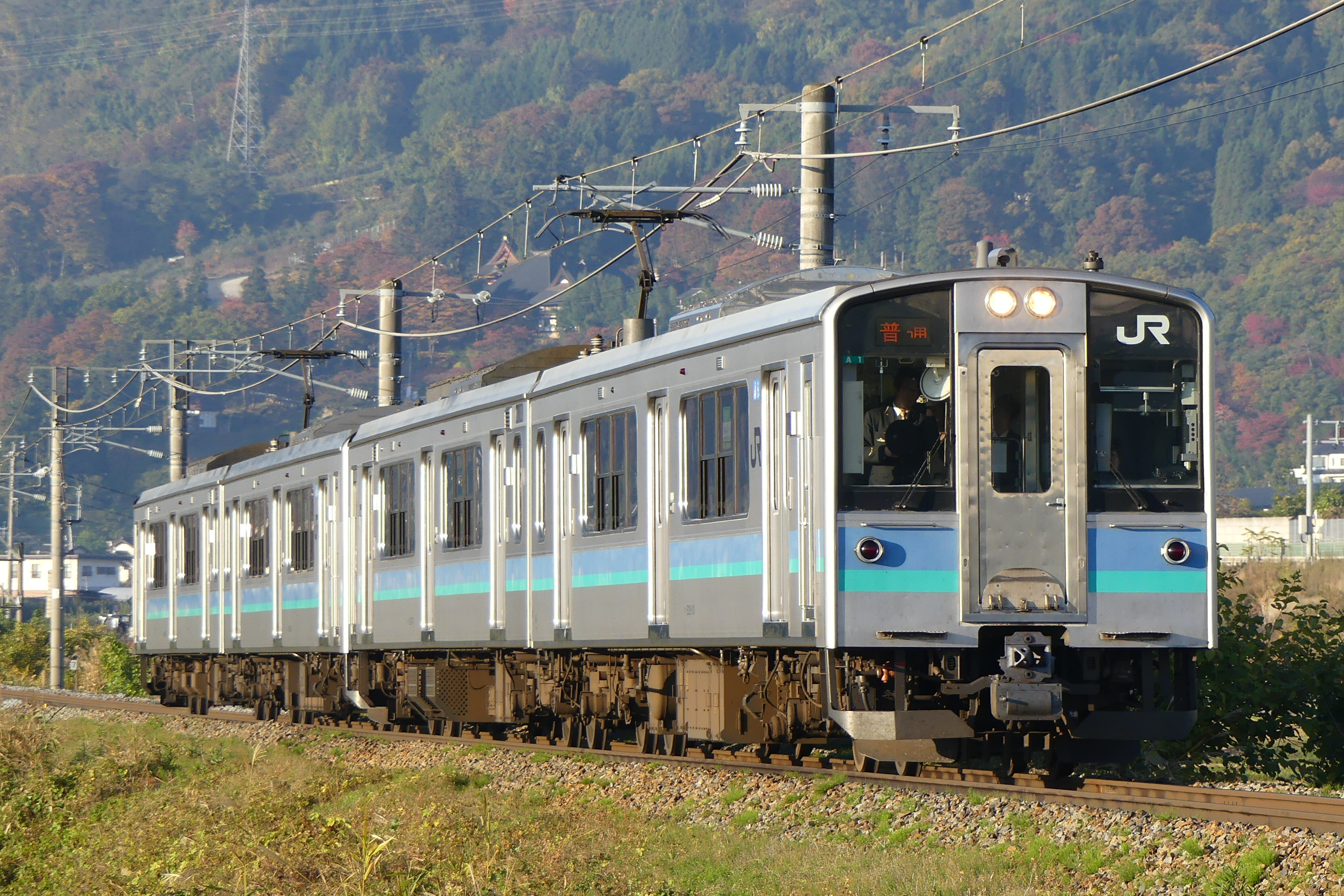
E127系100番台

- 100番台2両編成（A1 - A12編成）12本が配置されている。
- 大糸線（松本 - 南小谷間）、中央本線（小淵沢・辰野 - 塩尻間）、篠ノ井線（塩尻 - 篠ノ井間）、信越本線（篠ノ井 - 長野間）の普通・快速列車で運用される。
- 基本は2両編成での運用だが、時間帯に合わせて一部列車は4両編成で運用される。
- 6両編成での運用は2013年まで大糸線で、2023年に篠ノ井線などの一部列車で運用された。
- 2003年12月20日に篠ノ井線（塩尻 - 松本間）にATS-Pが導入されたことに伴い、以降 2013年3月16日のダイヤ改正までは大糸線限定での運用となっていた。なお2010年までに全編成にATS-Ps型およびATS-P型改造工事が施工されたため、2011年の東日本大震災に伴う節電対策として夏季の平日昼間の普通列車に115系の代走として運用されることもあった。
- A5 - A12編成は、クハE126形前位側に霜取りパンタグラフを搭載している。

### 過去の配置車両

#### 電車
40系・51系・70系・80系電車
- 大糸線・信越本線・篠ノ井線・中央本線用の旧型国電。51系は大糸線運用分と篠ノ井線用70系混結用のクハ68形が配置[5]。信越本線・篠ノ井線・中央本線は1978年までに、大糸線は1981年に115系1000番台に置き換えられ運用を離脱、廃車された。

123系電車
- クモニ143系の改造車である、クモハ123-1の1両が配置され「ミニエコー」の愛称が付けられていた。
- 中央本線辰野支線（辰野駅 - 塩尻駅間）におけるワンマン運転用の車両で、出入区（塩尻駅 - 松本駅間）の際も間合いで同区間の普通列車として運転された。2013年3月16日のダイヤ改正でE127系に置き換えられ運用を離脱、2013年4月15日に廃車された。

115系電車
- 1977年から1000番台が新製配置され、信越本線・篠ノ井線・大糸線・中央本線の普通・快速列車で運用されていた。
- 当センター所属分は1998年12月ダイヤ改正のE127系登場により置き換えられ、2007年3月18日に全車両が長野総合車両センターに転属、配置が消滅した。

165系・169系電車
- かつて中央東線で運転されていた急行列車「アルプス」「かいじ[6]」「こまがね」「かわぐち」等用の車両。
- 急行列車廃止後は、臨時列車用の車両が在籍した。
- 1998年にE127系の登場によって全車両が廃車。

183・189系電車
- 特急列車「あずさ」「かいじ」用の車両。
- 1986年11月1日ダイヤ改正で 183系1000番台が長野第一運転区から転属。
- 1997年に特急「あさま」廃止に伴い余剰となった189系が一部、長野総合車両所より転属。
- 2002年12月1日ダイヤ改正でE257系に置き換えられ引退。

クモヤ143形電車
- 2018年3月まで霜取り運用や牽引車として使用されていた。
- クモヤ143-52が配置されていたが2018年3月17日付けで長野総合車両センターへ転属した[7]。

E351系電車
- 特急列車「スーパーあずさ」用の車両。
- 8両基本編成（S1 - S5編成）5本と、4両付属編成（S21 - S25編成）5本が登場。
- 1994年12月3日ダイヤ改正から運用開始。
- 2018年3月17日ダイヤ改正でE353系により置き換え。同年4月7日にラストランを行い、引退した。
- 長野総合車両センターへ廃車回送され、全車両が解体。

E257系電車
- 特急列車「あずさ」「かいじ」用の車両。
- 9両基本編成（M101 - M116編成）16本と、2両増結編成（M201 - M205編成）5本が登場。
- 2001年12月1日ダイヤ改正から運用開始。
- E353系による中央線特急の統一により、2019年3月16日ダイヤ改正で定期運用から引退、2021年に臨時「あずさ」をもって0番台は運用から撤退、長野総合車両センターにて転用改造を実施し、2019年から2021年にかけて2000番台「踊り子」用と5000番台波動用に改番され、大宮総合車両センター東大宮センターに合計で9両編成16本が転用された。
- 余剰となった2両編成の増結編成5本（M201 - M205編成）は、長野総合車両センターに回送後、2020年6月15日付で全車両が廃車され同センターで解体された。

#### 機関車
ED21形電気機関車
- 3号機が大糸線用に配置されていた。

ED60形電気機関車
- 大糸線経由の黒部ダム建設資材の輸送を目的に1 - 3が1958年に配置された[8]。1号機が生え抜きであったのに対し、2･3号機は一度甲府機関区へ転出したのち、ED21形の置き換え用として1972年に再度転入している。老朽化のため1986年までに廃車された。

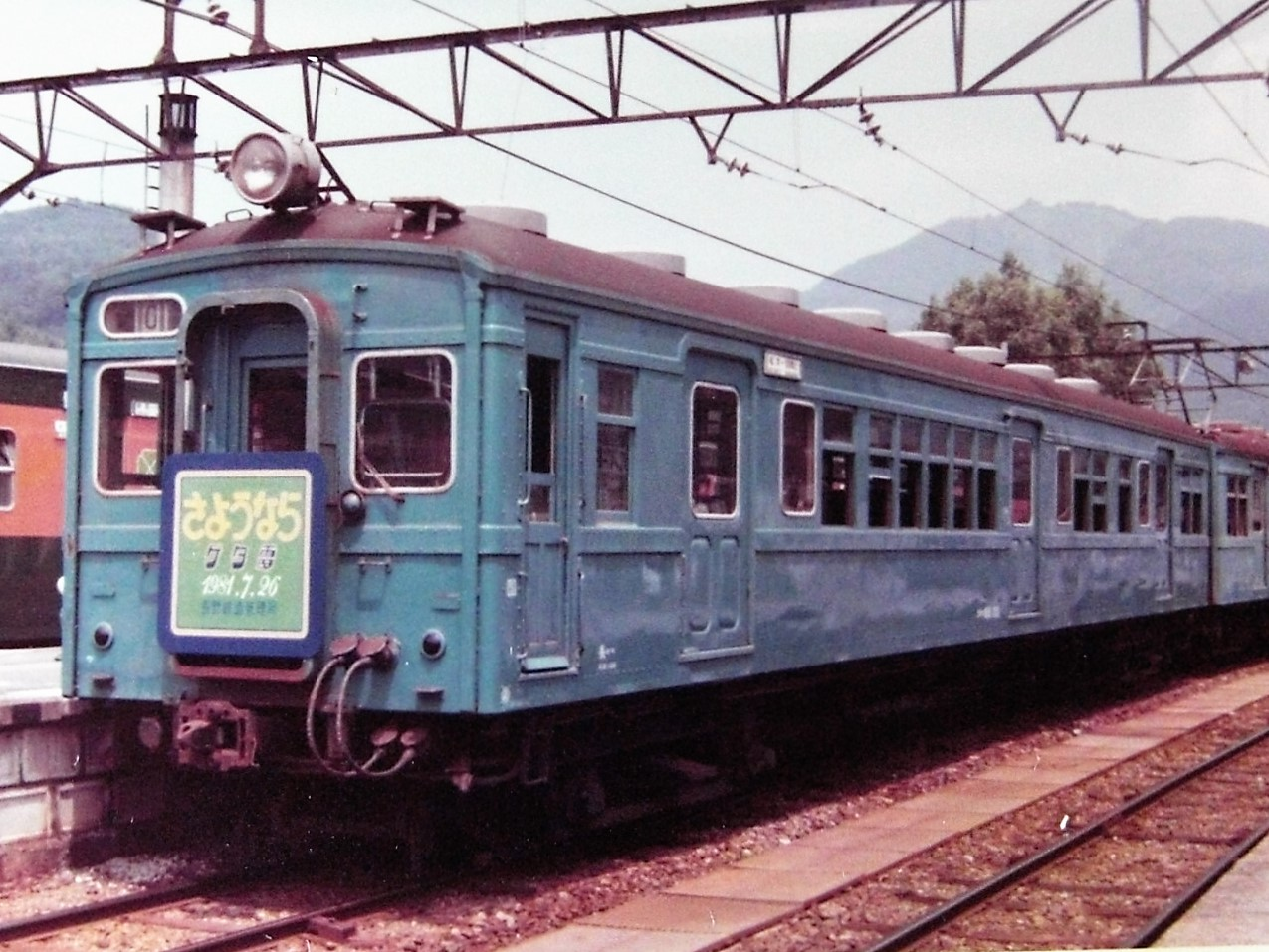
クハ68形
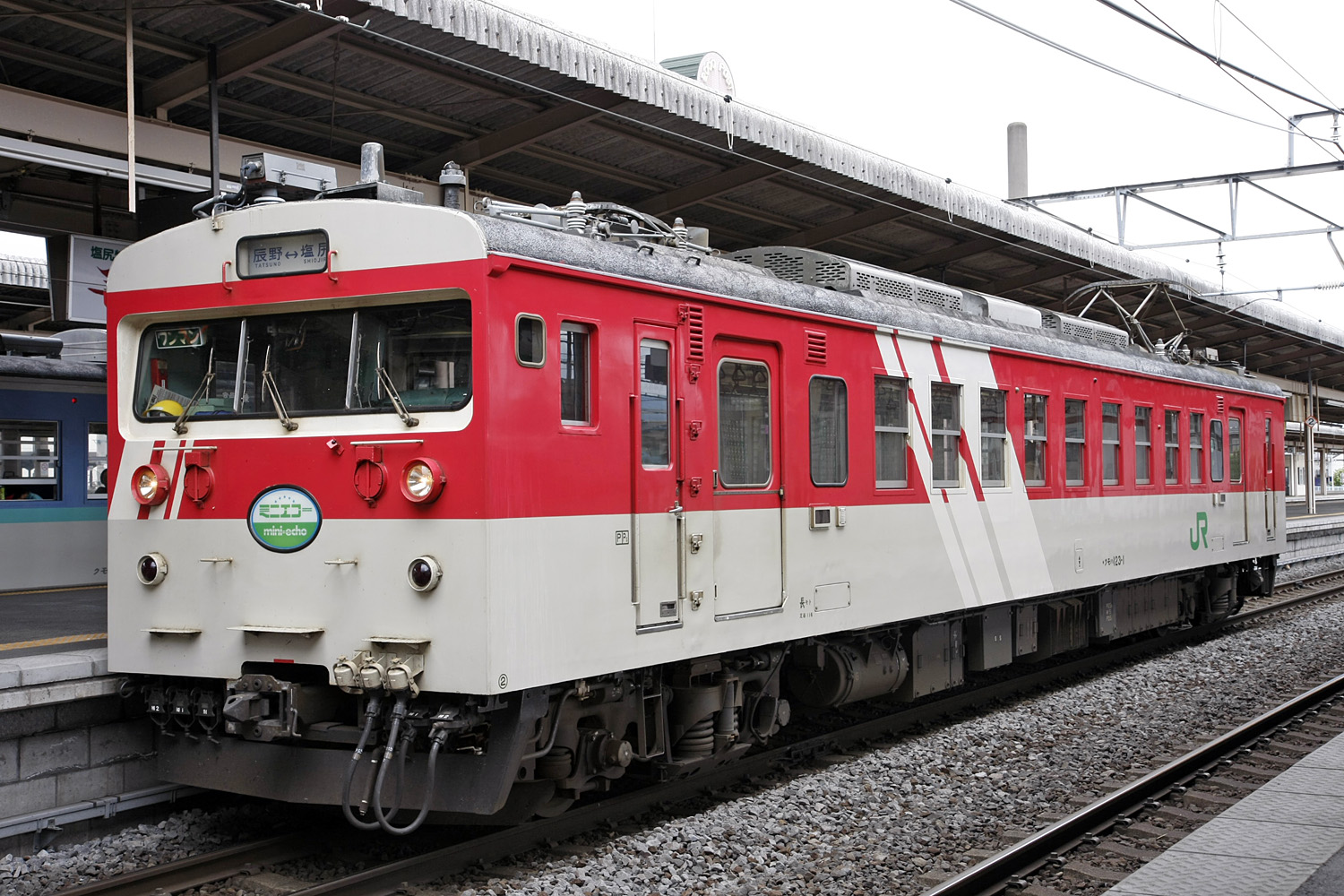
クモニ143-1
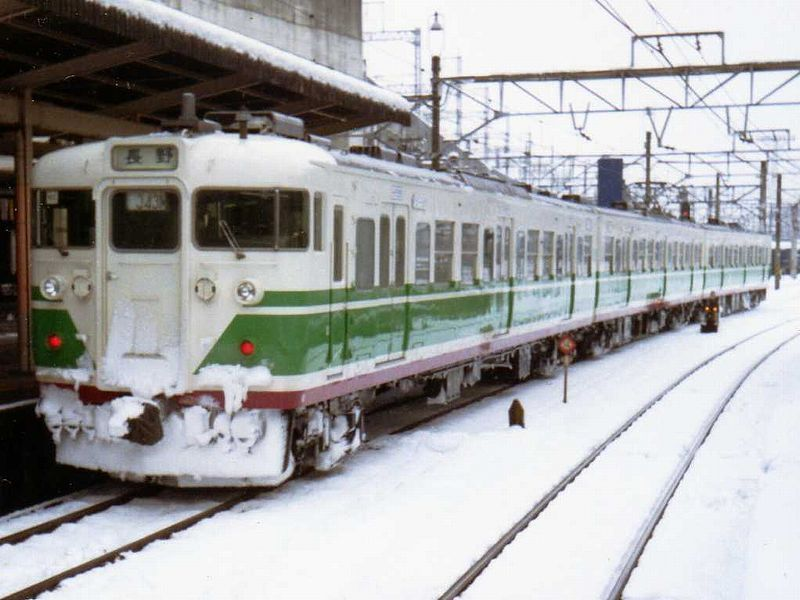
115系
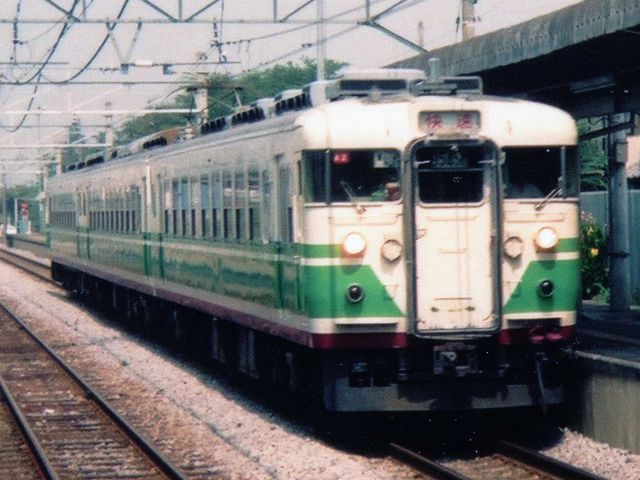
169系
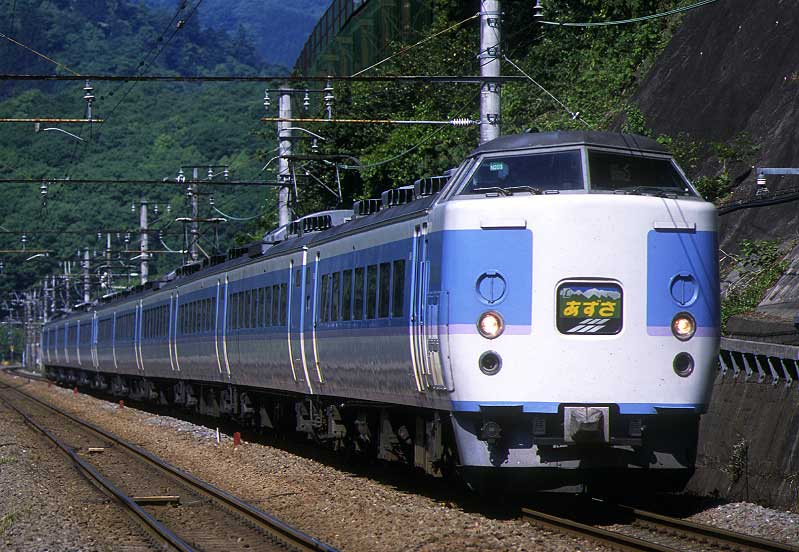
183系
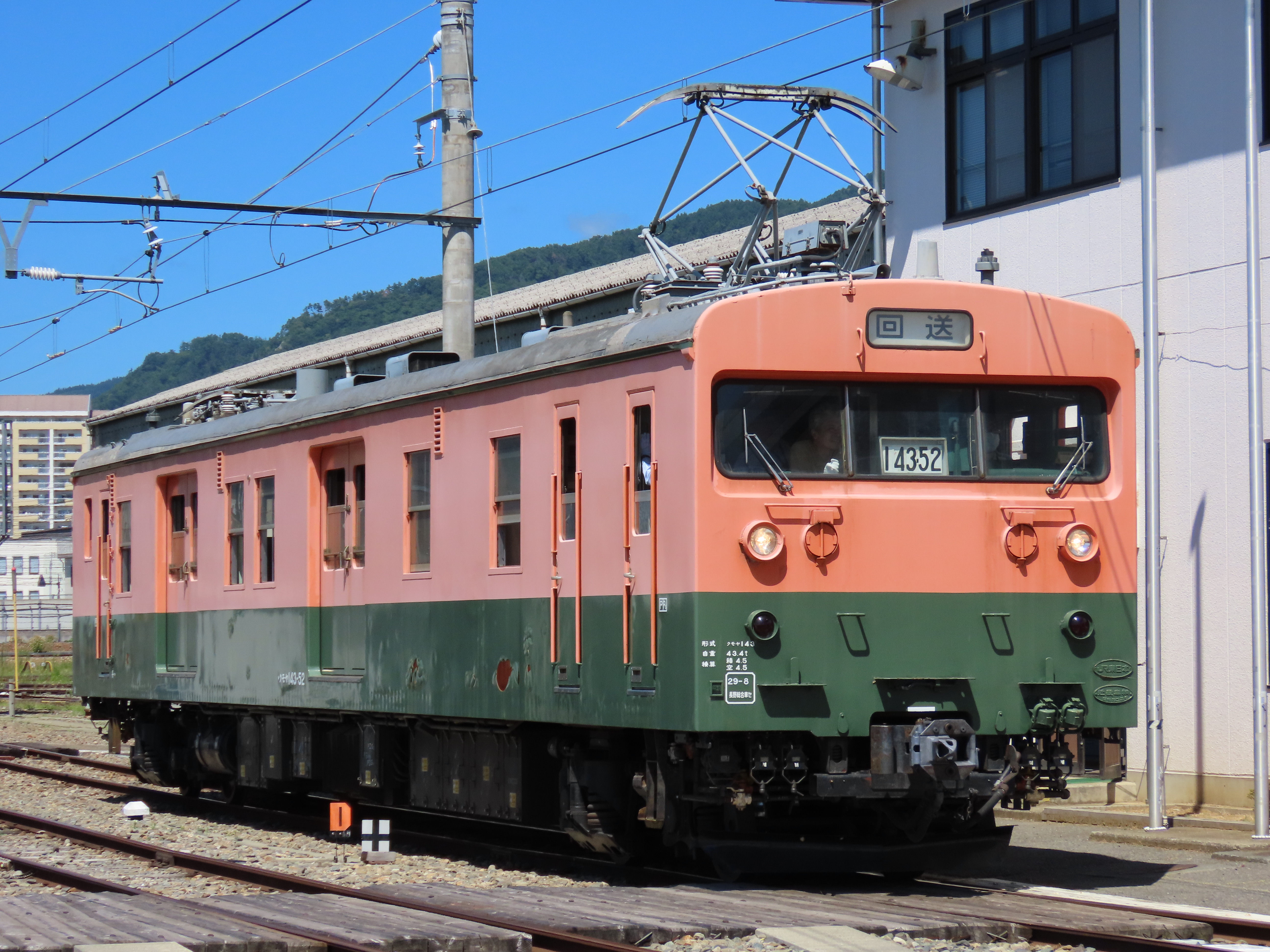
クモヤ143-52
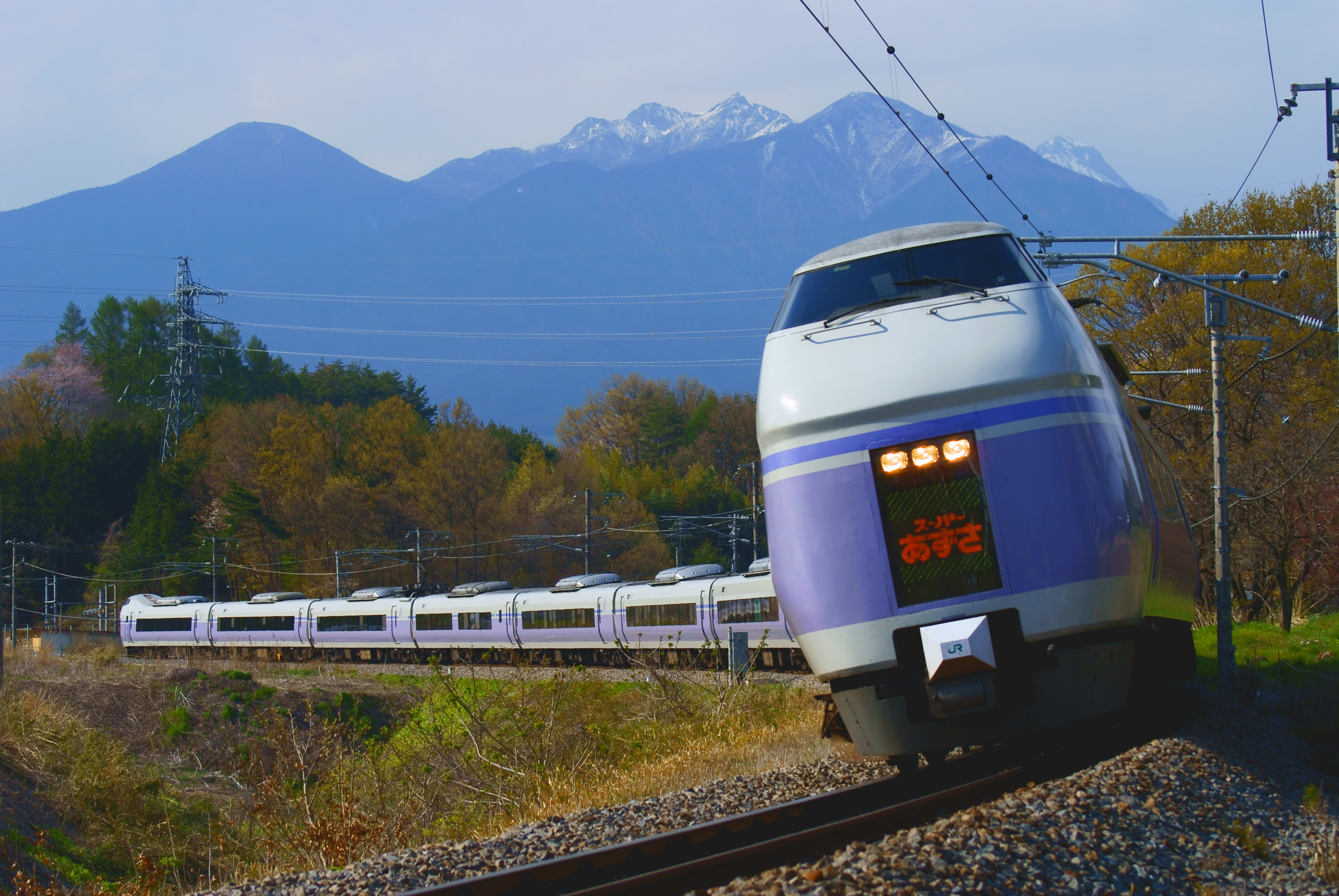
E351系
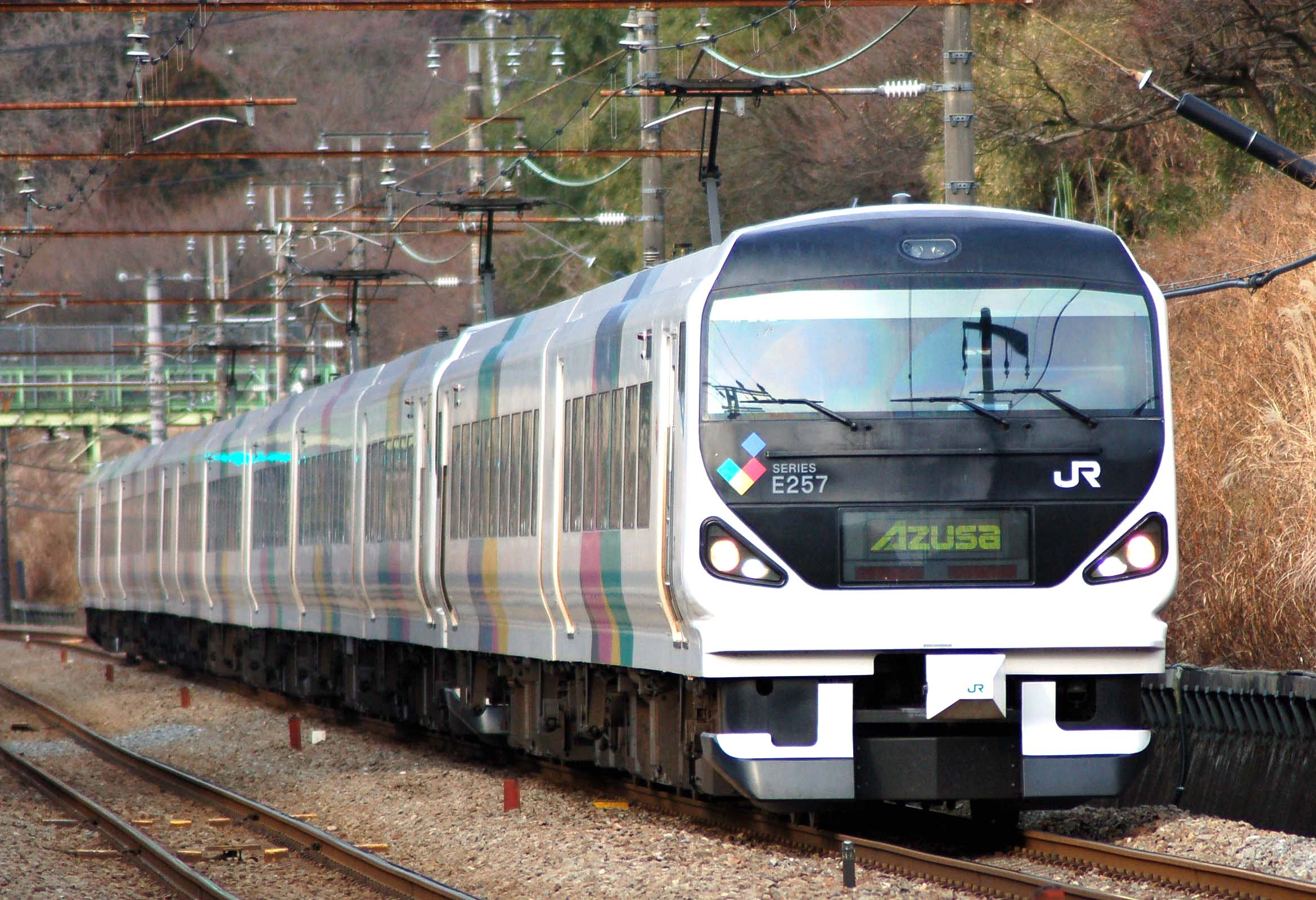
E257系